# Fo-šan
Fo-šan (čínsky 佛山, pchin-jinem Fóshān) je město a městská prefektura v deltě Perlové řeky v provincii Kuang-tung v Čínské lidové republice. Celá prefektura má plochu zhruba 3 840 čtverečních kilometrů a žije zde devět a půl miliónu obyvatel, přičemž přímo ve městě jich žije přes milion.
V historii se jednalo o známé středisko výroby porcelánu, dnes je třetím největším městem provincie.

## Poloha a doprava
Město leží v provincii Kuang-tung u pobřeží Jihočínského moře. Sousedí s prefekturami Čching-jüan a Čao-čching na severu, s Kantonem na východě, s Čung-šan a Ťiang-men na jihu a s Jün-fu na západě.
Do Fo-šanu vede linka Kuang-fo kantonského metra.

## Administrativní členění
Městská prefektura Fo-šan se člení na pět celků okresní úrovně, všechny jsou městské obvody.
| Čchan-čcheng Nan-chaj Šun-te San-šuej Kao-ming |        |                       |                    |                                  |
| Název                                          | Název  | Počet obyvatel (2020) | Rozloha km² (2020) | Hustota zalidnění (obyv. na km²) |
| český přepis                                   | znaky  | Počet obyvatel (2020) | Rozloha km² (2020) | Hustota zalidnění (obyv. na km²) |
| Městské obvody                                 |        |                       |                    |                                  |
| Čchan-čcheng                                   | 禅城区 | 1 330 262             | 154                | 8 637                            |
| Nan-chaj                                       | 南海区 | 3 667 247             | 1 074              | 3 414                            |
| Šun-te                                         | 顺德区 | 3 229 090             | 807                | 4 004                            |
| San-šuej                                       | 三水区 | 803 226               | 874                | 919                              |
| Kao-ming                                       | 高明区 | 469 038               | 940                | 499                              |
|                                                |        |                       |                    |                                  |
| Celkem                                         | Celkem | 9 498 863             | 3 848              | 2 468                            |

## Partnerská města
- Ingolstadt, Německo (2013)

- Itami, Japonsko
- La Possession, Francie (1989)
- Markham, Kanada
- Medway, Spojené království
- Oakland, Kalifornie, Spojené státy americké
- Port Louis, Mauricius
- Starogard Gdański, Polsko
- Saint George's, Grenada
- Townsville, Austrálie